# Axel Schmidt
Axel Frederik Preben Schmidt, conocido como Axel Schmidt (Niterói, 30 de abril de 1939-10 de junio de 2018), fue un regatista brasileño que compitió por su país en los Juegos Olímpicos, los Juegos Panamericanos, los campeonatos del mundo de la clase Snipe, los campeonatos del mundo de la clase Star y los campeonatos del mundo de la clase Lightning.

## Biografía
Hijo del danés Preben Tage Axel Schmidt y la prusiana Helene Margrete Jelinski, era hermano de los también regatistas Ingrid Schmidt y Erik Schmidt, y tío de Torben Schmidt Grael y Lars Schmidt Grael (hijos de su hermana Ingrid), por lo que forma parte de una mítica familia de regatistas brasileños. Casado con Moema, falleció el 10 de junio de 2018, dejando dos hijos, Ingrid y Anders, y dos nietos, Bárbara y Dylan.

## Trayectoria
Axel y su hermano Erik son conocidos como os gêmeos do mar ("los gemelos del mar" en idioma español), tras haber ganado tres campeonatos del mundo de la clase Snipe consecutivos en 1961, 1963 y 1965. También ganaron los Juegos Panamericanos de 1959 y fueron segundos en los de 1963 en la clase Lightning, clase en la que fueron terceros en el mundial de 1961. Fueron olímpicos en dos clases diferentes: en la clase Star (1968) y en la clase Soling (1972).
A nivel nacional, ganó el campeonato de Brasil de la clase Snipe en 1965 y 1970.
En vela de crucero, ganó la Regata Buenos Aires - Río de Janeiro a bordo del "Pluft" en 1971, y con el ""Osprey" la Regata Santos - Río de Janeiro.

## Juegos Olímpicos
- 7.º en México 1968 (Star)
- 6.º en Múnich 1972 (Soling)

## Juegos Panamericanos
- 1.º en Chicago 1959 (Lightning)
- 2.º en São Paulo 1963 (Lightning)

## Campeonatos del mundo
- 1.º en Rye 1961 (Snipe)
- 1.º en Isle de Bendor 1963 (Snipe)
- 1.º en Las Palmas de Gran Canaria 1965 (Snipe)
- 3.º en Milford 1961 (Lightning)